# Setsuko Sasaki
Setsuko Sasaki (佐々木節子?, Sasaki Setsuko; 16 ottobre 1944) è una pallavolista giapponese.

## Carriera

### Club
.

### Nazionale
Ha fatto parte delle squadra giapponese Nichibo Kaizuka - denominata Streghe orientali, vincitrice delle medaglia d'oro del alle Olimpiadi estive del 1964 a Tokyo.